# Oliwer
Oliwer, Oliwier – imię męskie pochodzenia normandzkiego. Wywodzi się od zniekształconego słowa Alfihar oznaczającego „armia elfów”. Z czasem wymowa imienia została zmieniona i zaczęto je wiązać z łacińskim oliva oznaczającym „drzewo oliwne”. W średniowieczu przybierało ono w Polsce formy Oliwir, Olwir, Olwer. Imię błędnie uznawane za męski odpowiednik Oliwii.
Imię to bywa obecnie spotykane w Polsce również w formie Olivier, która posiada  negatywną opinię Rady Języka Polskiego.
Pierwszym znanym Oliwierem był przyjaciel Rolanda, jeden z bohaterów Pieśni o Rolandzie. Imię spopularyzowała powieść Charlesa Dickensa Oliver Twist.
Film Agnieszki Holland z 1992 roku zatytułowany jest Olivier, Olivier.
Oliwer imieniny obchodzi 27 maja, 1 lipca i 2 września.
Znane osoby noszące to imię:
- Oliver Bierhoff – piłkarz reprezentacji Niemiec
- Oliver Cromwell – polityk angielski
- Olivier Dacourt – piłkarz reprezentacji Francji
- Olivier Giroud – piłkarz reprezentacji Francji
- Olivier Janiak – prezenter telewizyjny
- Oliver Kahn – piłkarz reprezentacji Niemiec
- Olivier Martinez – francuski aktor
- Olivier Messiaen – kompozytor francuski
- Oliver Neuville – piłkarz reprezentacji Niemiec
- Olivier Panis – francuski kierowca wyścigowy
- Oliver Riedel – niemiecki muzyk, członek zespołu Rammstein
- Oliver Sin – węgierski malarz
- Oliver Stone – reżyser filmowy
- Oliver Sykes – wokalista Bring Me the Horizon
- Olivier Thomert – piłkarz francuskiego Rennes
- Oliver Plunkett - prymas Irlandii, ofiara prześladowań, męczennik